# Coleco Adam

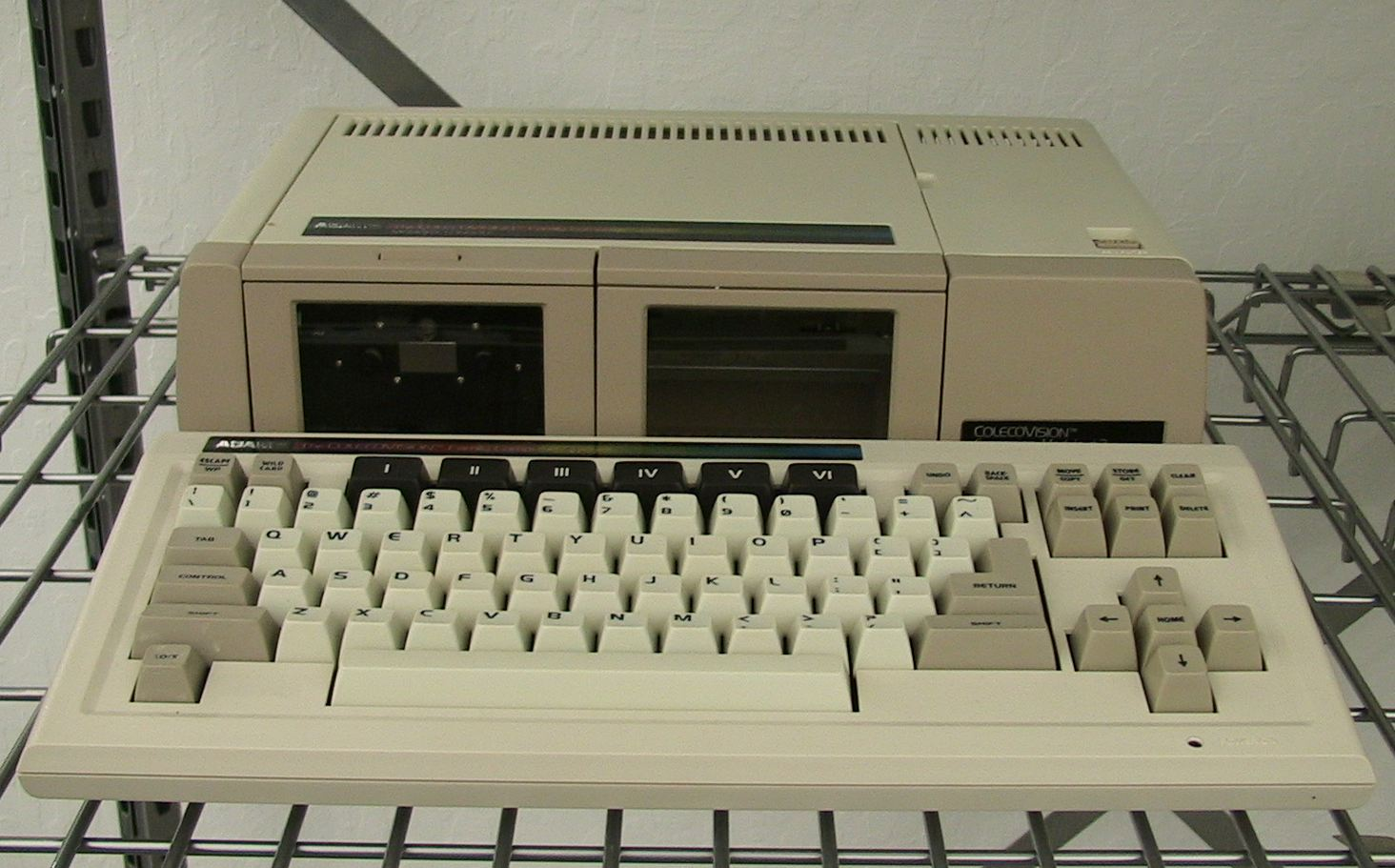
ColecoVision的Coleco Adam扩充用的内存组与键盘

Coleco Adam是美国的玩具制造商科莱科公司企图接续其电视游乐器ColecoVision于1980年代初的成功而推出的家用电脑。取名为 Adam（亚当）是希望它能「咬」一口苹果公司的市场份额（参见伊甸园），然而它并不成功。有一部份是由于早期的量产问题。

## 简介
Coleco于1983年6月的夏季国际消费电子展中首次发表Adam，主管人员们并予估其将能在1983年圣诞节达到50万台的销量。从上市发表至正式出货的期间，建议售价从525美元上涨至725美元。
Adam于1983年发表时有个小插曲。为了炫耀它，Coleco决定展示从ColecoVision移植至Adam的大金刚游戏。任天堂此时正在与Atari商议授权将FC游戏机销售至日本以外地区，而最后签署预计要在国际消费电子展中完成。Atari对于大金刚游戏的家用电脑版本有独占权利（而Coleco则拥有电视游乐器版本的权利），当Atari看到Coleco在电脑上展示大金刚时，他们与任天堂计划好的交易被延迟了。Coleco被迫同意不能贩售大金刚的Adam版本，致使其最后被腰斩。但Atari与任天堂的交易亦未付诸实行，因为Atari的CEO在一个月后被开除，而该计划草案亦不了了之。最终，任天堂决定贩售自己开发的系统。

## 技术资讯
受到厚爱的Adam一开始就有丰富的软件库。它是由ColecoVision转变而来，并兼容ColecoVision的软件和附件。当时很普遍的CP/M操作系统也是一种选择。消费者买到的是一套完整的系统：一台有64KB内存的电脑、录音机、信件品质的打印机及软件（包含Buck Rogers: Planet of Zoom游戏）。IBM PCjr当时的售价是669美元，但不付任何周边设备。至于Commodore 64，虽然主机售价仅约200美元，但在购买打印机、录音机或软驱及软件后，费用仍相当可观。
如同当时的许多其他电脑，Adam使用电视做为显示器。SmartWriter"电子打字机"在开机时会自动启动。在这个模式里，系统就如同打字机一般工作－能立刻打印出用户输入的文字。按下Escape/WP键则能使SmartWriter切换至文书处理模式，如同现代的文书处理器一般工作。
一个较便宜的Adam版本可以插在ColecoVision上，这被宣称是提供一种较便宜的方式让ColecoVision用户可以升级到Adam。

## 问题
Adam有以下幾個缺點：
- Adam在开机时会产生强大的磁场，其足以破坏所有留在机内或主机旁之磁性媒体的数据。[1]更糟的是，某些Coleco的说明书指示用户在开机前放入录音带－据推测这些说明书可能是在此问题被发现前印的。[1]
- 由于Coleco应用了相当奇怪的设计－从打印机供应所有系统的电源，若是打印机故障，所有的系统都将无法作动。[1]
- 与当时其他电脑不一样的是，Adam没有内建于ROM的BASIC编译器。它内建的是SmartWriter－"电子打字机"与文书处理器、EOS(Elementary Operating System)操作系统核心与8K OS-7 ColecoVision操作系统。SmartBASIC编译器另附于其专有的Digital Data Pack录音带格式媒体中。
- 若切换至文书处理模式，SmartWriter无法在不重开机的情况下切回打字机模式。
- Adam的Digital Data Pack驱动器虽然比竟争对手的录音机更快，储存容量也更高，但较不可靠且仍无法与软驱的速度相比。Coleco最终推出了160K 5英寸软驱给Adam使用。

## 反馈
Adam由于其高品质的键盘、打印机和具竟争力的音效、图像而收到了一些好评。它的BASIC编译器－SmartBASIC－与Applesoft BASIC的兼容非常好，也就是说许多电脑书、杂志介绍的type-in程序不需修改或及需微小修改即可在Adam上运行。
然而，销售并不理想，尤其是在技术问题浮上台面后。至1984年末，Coleco由于退货涌入而赔掉了3500万美元。Coleco将其怪罪于"使用手册未能给予新用户足够的指导。" Coleco重新推出Adam，附带了新的使用手册、以较低的价格贩售。每台给孩子用的Adam还附带500美元的大学奖学金（孩子们考上大学时支付）。最后，Adam的销量未能突破10万，并于1985年终止，距上市发表未满两年。

## 后期
一家叫做Telegames的公司买下了Adam的存货与权利并透过邮购贩售。他们继续了一些游戏的开发并售出大幅重新设计过的产品－Personal Arcade，直到该公司被龙卷风摧毁财产为止。
Adam使Coleco赔掉的钱即使是以Cabbage Patch Kids赚来的钱也无法弥补。Coleco于1988年申请宣告破产。
如同当时许多其他电脑，Adam即使在离开市场后仍有一群死忠支持者。有一群狂热份子每年都会在Adamcon聚会上聚集在一起。第19届聚会于2007年7月26日至7月29日于加拿大安大略省渥太华举办。

## 配置

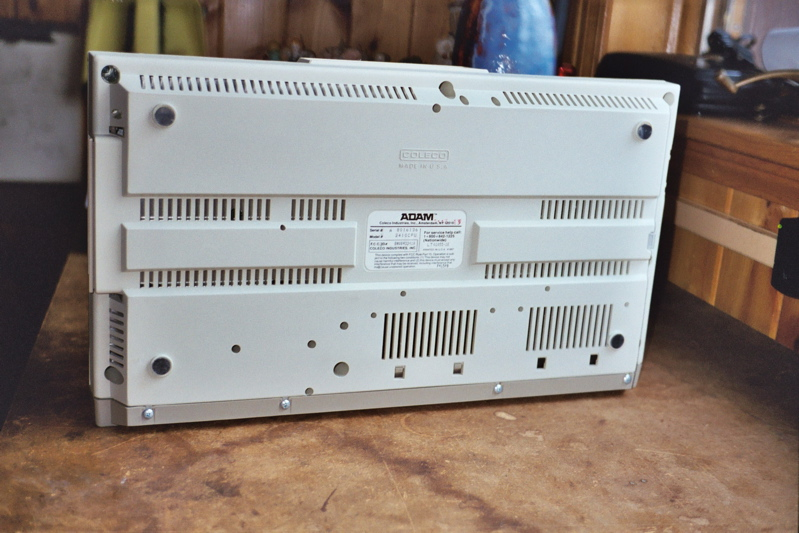
内存组底部

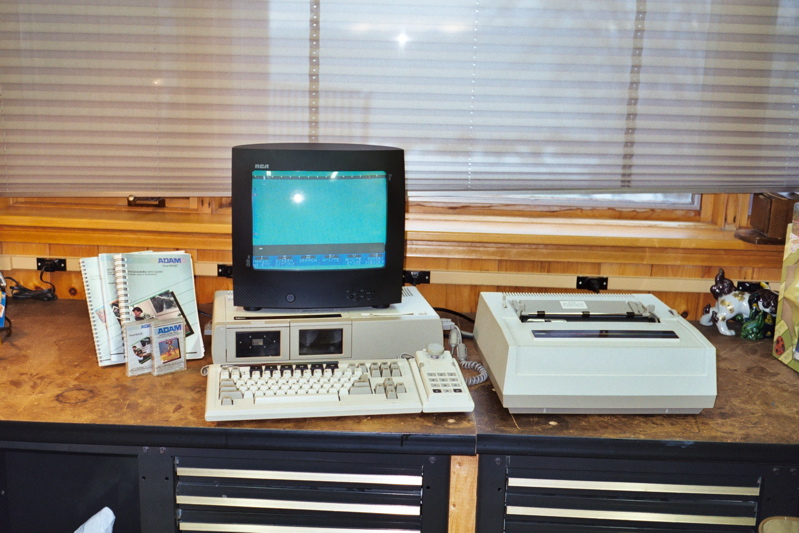
Coleco ADAM于文书处理模式

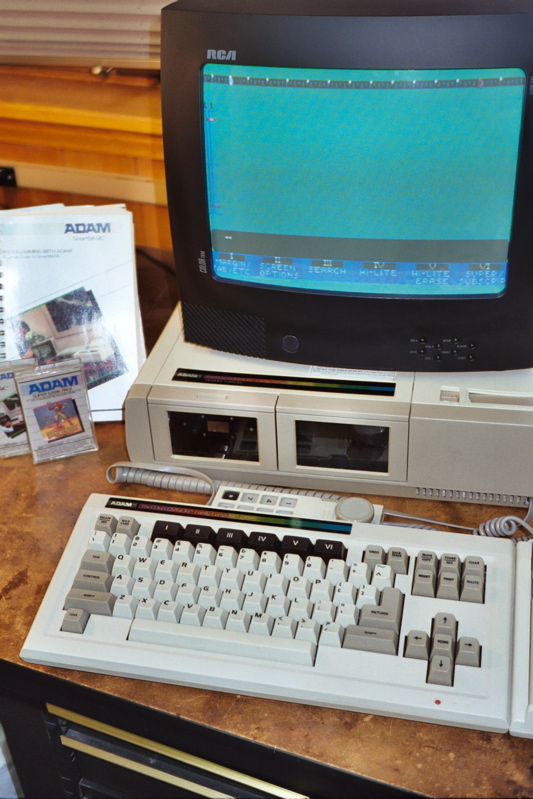
Coleco ADAM于文书处理模式，近看

- CPU： Zilog Z80 @ 3.58 MHz
- 支持处理器： 三个Motorola 6801 @ 1 MHz（内存 & I/O、录音带与键盘控制）
- 内存：64KB，16KB视频内存，32KB ROM
- 扩充：3个内部插槽、1个卡匣插槽与一62.5kbit/s half-duplex序列槽－AdamNet。在右侧另有一个与ColecoVision相同的扩充插槽。
- 第二存储媒体：Digital Data Pack录音带，256KB
- 图像：德州仪器 TMS9928A（类似在TI-99/4A内的TMS9918）
  - 256 × 192 分辨率
  - 32 叠图
- 音效：德州仪器SN76489AN
  - 3声
  - 白噪音